# Francisco Dantas (Rio Grande do Norte)
Francisco Dantas é um município brasileiro no interior do estado do Rio Grande do Norte, Região Nordeste do país. Situa-se na região do Alto Oeste Potiguar, distante 397 quilômetros da capital do estado, Natal. Ocupa uma área de aproximadamente 182 km², e sua população no censo demográfico de 2022 era de 2 700 habitantes, sendo então o décimo segundo menos populoso do estado.
Antigo povoado de "Tesoura", em referência ao riacho homônimo, também chamado de "Saco Grande", a área onde hoje está a cidade começou a ser habitada por volta de 1942, tendo como base econômica a agropecuária. Pela lei estadual 59, de 21 de dezembro de 1953, tornou-se distrito de Portalegre e, quase dez anos depois, tornou-se um novo município do Rio Grande do Norte.
A criação do município se deu pela lei estadual nº 2 856, sancionada em 26 de março de 1963, sancionada pelo governador Aluízio Alves, sendo oficialmente instalado em 31 de janeiro de 1964. O nome do município é uma referência ao fazendeiro Francisco Dantas de Araújo, que nasceu em Picuí, na Paraíba, e fez carreira política em Pau dos Ferros, onde se tornou o primeiro prefeito em 1929 e morreu em 1942.

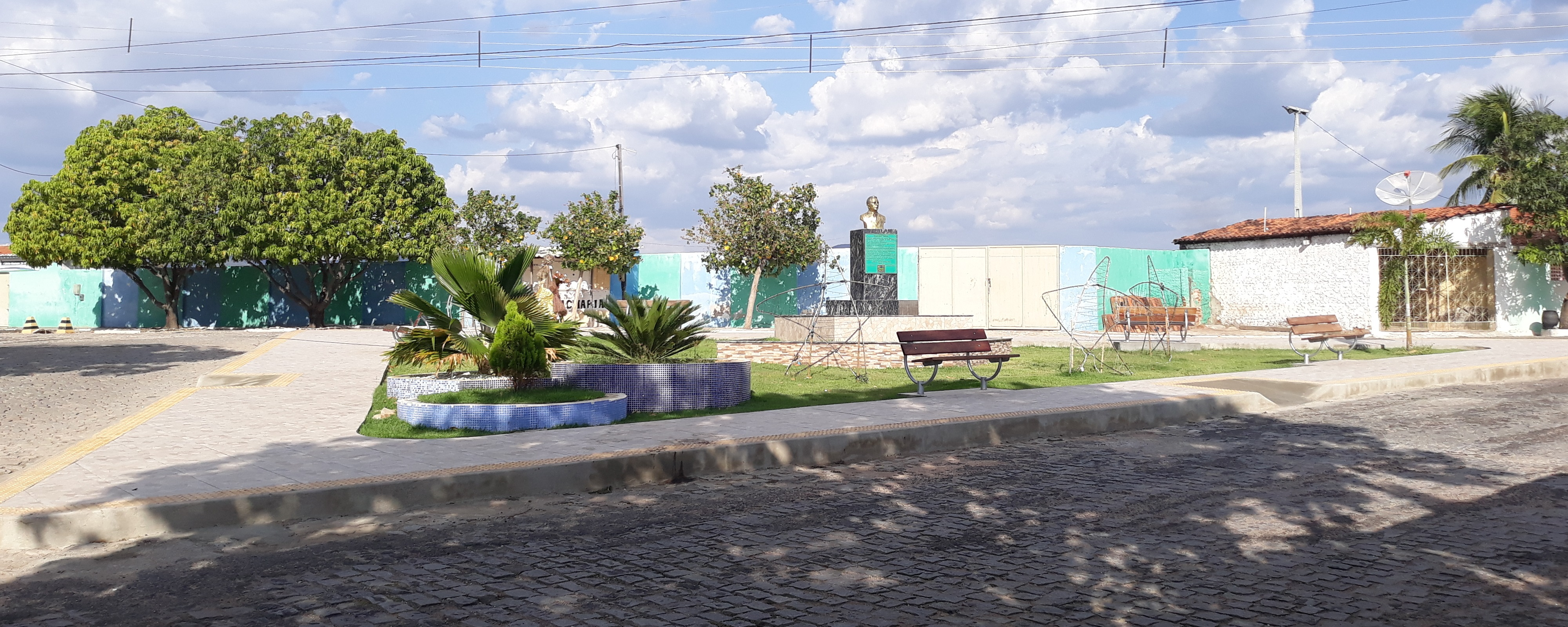
Praça na entrada da cidade com o busto de Francisco Dantas de Araújo, a quem o nome do município faz referência

## Geografia
Francisco Dantas está localizado no Alto Oeste do Rio Grande do Norte, distante 397 km de Natal, capital estadual, e 2 112 quilômetros de Brasília, capital federal. Ocupa uma área de 181,558 km² (0,3438% da superfície estadual) e se limita com os municípios de Taboleiro Grande e São Francisco do Oeste a norte, Pau dos Ferros a sul, Portalegre e Serrinha dos Pintos a leste e novamente Pau dos Ferros e São Francisco do Oeste a oeste. De acordo com a divisão do Instituto Brasileiro de Geografia e Estatística (IBGE) vigente desde 2017, Francisco Dantas pertence à região geográfica intermediária de Mossoró e à região imediata de Pau dos Ferros. Até então, com a vigência das divisões em microrregiões e mesorregiões, o município fazia parte da microrregião de Pau dos Ferros, que por sua vez estava incluída na mesorregião do Oeste Potiguar.
O relevo de Francisco Dantas está inserido tanto no Planalto da Borborema, onde estão as maiores altitudes, quanto na Depressão Sertaneja. Predomina o solo podzolítico vermelho amarelo equivalente eutrófico, típico das áreas de menor declividade, bastante fértil e próprio para a agricultura, apresentando textura média, drenagem bastante acentuada, além do bruno não cálcico, textura mista, formada por areia ou argila, como também drenado e com níveis de fertilidade menores se comparada ao solo podzolítico. Na nova classificação brasileira de solos, ambos passaram a ser chamados de luvissolos que, por serem pouco desenvolvidos, são cobertos pela caatinga hiperxerófila, uma vegetação de pequeno porte cujas folhas caem na estação seca. Dentre as espécies mais comuns estão o facheiro (Pilosocereus pachycladus), o faveleiro (Cnidoscolus quercifolius), a jurema-preta (Mimosa hostilis), o marmeleiro (Cydonia oblonga), o mufumbo (Combretum leprosum) e o xique-xique (Pilosocereus polygonus).
Na hidrografia, Francisco Dantas possui todo o seu território nos domínios na bacia hidrográfica do Rio Apodi-Mossoró. Os principais riachos locais são do Engenho, do Jacu e Tesoura. O principal reservatório é o açude Tesoura, a um quilômetro do centro, construído pelo Departamento Nacional de Obras Contra as Secas (DNOCS) em 1978 e com capacidade para 3 931 000 m³ e cuja bacia hidrográfica ocupa 87 km² de área. O clima, por sua vez, é semiárido (Bsh segundo Köppen), com chuvas concentradas no primeiro semestre do ano. Segundo dados da Empresa de Pesquisa Agropecuária do Rio Grande do Norte (EMPARN), desde 2005 os maiores acumulado de chuva em 24 horas foram de 122,2 mm em 17 de março de 2008, 110,2 mm em 17 de fevereiro de 2007 e 108 mm em 28 de janeiro de 2010. Desde março de 2021, quando entrou em operação uma estação meteorológica automática da EMPARN na cidade, as temperaturas variaram de 16,9 °C em 11 de agosto de 2022 a 41 °C em 31 de outubro de 2023.
| Dados climatológicos para Francisco Dantas                   | Dados climatológicos para Francisco Dantas | Dados climatológicos para Francisco Dantas | Dados climatológicos para Francisco Dantas | Dados climatológicos para Francisco Dantas | Dados climatológicos para Francisco Dantas | Dados climatológicos para Francisco Dantas | Dados climatológicos para Francisco Dantas | Dados climatológicos para Francisco Dantas | Dados climatológicos para Francisco Dantas | Dados climatológicos para Francisco Dantas | Dados climatológicos para Francisco Dantas | Dados climatológicos para Francisco Dantas | Dados climatológicos para Francisco Dantas |
| Mês                                                          | Jan                                        | Fev                                        | Mar                                        | Abr                                        | Mai                                        | Jun                                        | Jul                                        | Ago                                        | Set                                        | Out                                        | Nov                                        | Dez                                        | Ano                                        |
| ------------------------------------------------------------ | ------------------------------------------ | ------------------------------------------ | ------------------------------------------ | ------------------------------------------ | ------------------------------------------ | ------------------------------------------ | ------------------------------------------ | ------------------------------------------ | ------------------------------------------ | ------------------------------------------ | ------------------------------------------ | ------------------------------------------ | ------------------------------------------ |
| Temperatura máxima recorde (°C)                              | 39,6                                       | 39,3                                       | 37,6                                       | 37                                         | 37,5                                       | 35,7                                       | 37,8                                       | 38,4                                       | 39,9                                       | 41                                         | 40                                         | 39,8                                       | 41                                         |
| Temperatura mínima recorde (°C)                              | 21,2                                       | 20,8                                       | 20,6                                       | 20,9                                       | 19,3                                       | 18,7                                       | 17,9                                       | 16,9                                       | 20,2                                       | 22,2                                       | 23,3                                       | 22                                         | 16,9                                       |
| Fonte: EMPARN (recordes de temperatura: 17/03/2021-presente) |                                            |                                            |                                            |                                            |                                            |                                            |                                            |                                            |                                            |                                            |                                            |                                            |                                            |

## Demografia
A população de Francisco Dantas no censo demográfico de 2010 era de 2 874 habitantes, sendo o décimo quinto menos populoso do Rio Grande do Norte e o 5 114° do Brasil, com uma taxa de crescimento média anual negativa de -0,5% em relação ao censo de 2000, apresentando uma densidade populacional de 15,83 km². Desse total, 57,31% viviam na zona urbana e 42,69% na zona rural. Ao mesmo tempo, 50,7% eram do sexo masculino e 49,3% do sexo feminino, tendo uma razão de sexo de aproximadamente 103 homens para cada cem mulheres. Quanto à faixa etária, 67,08% dos habitantes tinham entre 15 e 64 anos (67,08%), 22,65% menos de quinze anos (22,65%) e 10,26% com 65 anos ou mais.

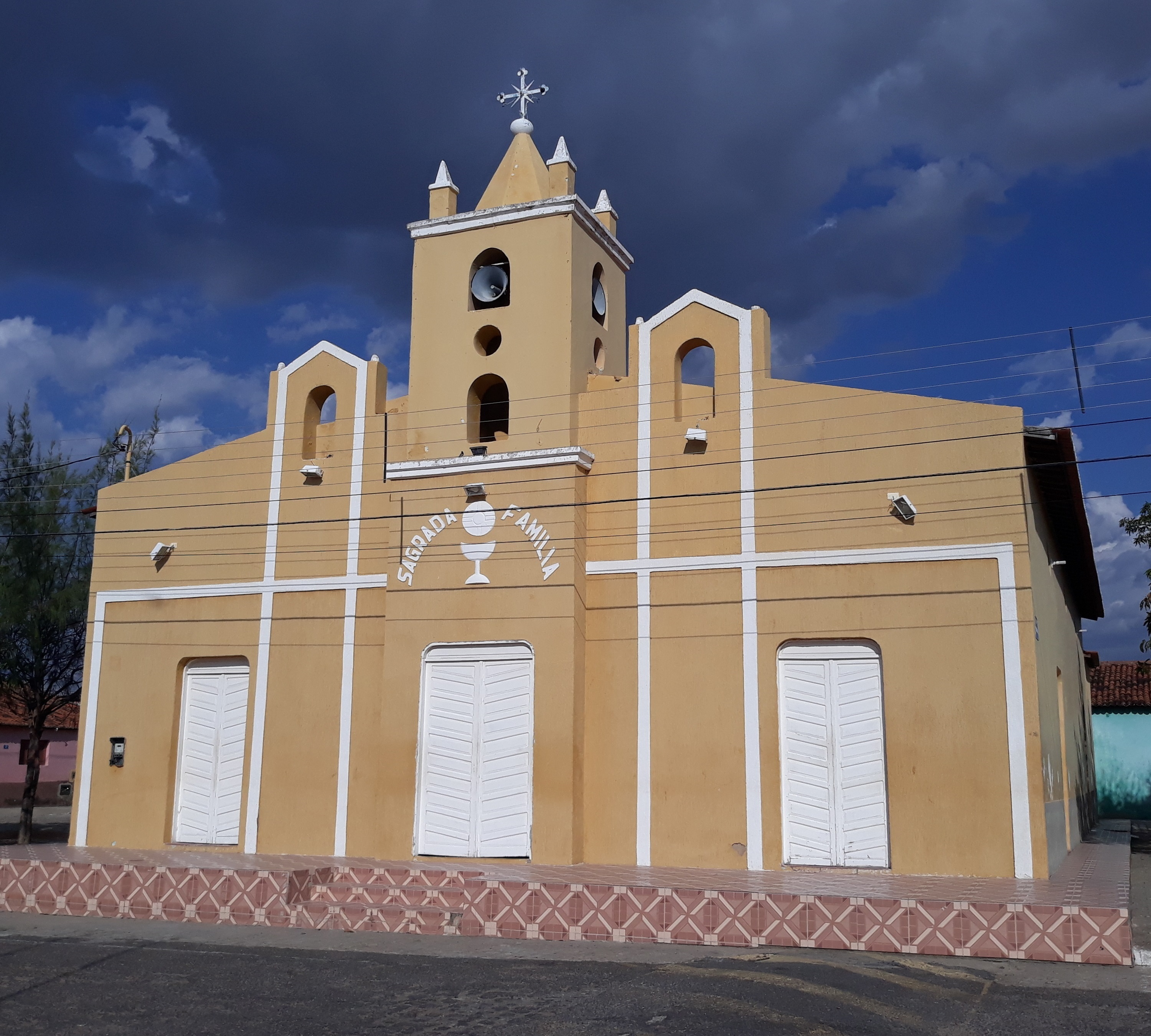
Capela da Sagrada Família, padroeiros de Francisco Dantas, que pertence à paróquia de Portalegre.

Conforme pesquisa de autodeclaração do mesmo censo, a população era composta por brancos (50,36%), pardos (47,72%) e pretos (1,92%). Levando-se em conta a nacionalidade da população, todos os habitantes eram brasileiros natos (67,16% naturais do município). Em relação à região de nascimento, 98,46% eram nascidos na Região Nordeste, 1,1% no Sudeste, 0,24% no Norte (0,24%) e 0,19%no Centro-Oeste (0,19%). Entre os naturais de outras unidades da federação, os estados com maior percentual de residentes eram Ceará (1,48%), Paraíba (1,43%) e São Paulo (1,1%).
Ainda segundo o mesmo censo, a população de Francisco Dantas era formada por católicos romanos (94,59%), evangélicos (4,49%) e espíritas (0,06%), além dos sem religião (0,75%) e de outras religiosidades cristãs (0,06%). Conforme a divisão oficial da Igreja Católica no Brasil, o município está inserido na Diocese de Mossoró, Zonal do Alto Oeste, e pertence à paróquia de Nossa Senhora da Conceição, com sede em Portalegre (que também abrange os municípios de Riacho da Cruz e Viçosa), além de possuir quatro capelas, três em zona rural (Nossa Senhora do Perpétuo Socorro, Santo Antônio e São Francisco) e uma na zona urbana (Sagrada Família). Francisco Dantas também possui alguns credos protestantes ou reformados, sendo eles: Assembleia de Deus, Igreja Adventista do Sétimo Dia, Igreja Batista e Igreja Universal do Reino de Deus.
O Índice de Desenvolvimento Humano do município é considerado médio, de acordo com dados do Programa das Nações Unidas para o Desenvolvimento (PNUD). Segundo dados do relatório de 2010, divulgados em 2013, seu valor era de 0,606, sendo o 84º maior do Rio Grande do Norte e o 3999º do Brasil. Considerando-se apenas o índice de longevidade, seu valor é de 0,732, o valor do índice de renda é de 0,582 e o de educação de 0,523. De 2000 a 2010, a proporção de pessoas com renda domiciliar per capita de até 140 reais reduziu 39,1%, passando de 55,6% para 33,9%. Em 2010, 66,1% da população vivia acima da linha de pobreza, 18,6% abaixo da linha de indigência e 15,2% entre as linhas de indigência e de pobreza. No mesmo ano, o índice de Gini era 0,50 e os 20% mais ricos eram responsáveis por 50,3% do rendimento total municipal, valor dezoito vezes superior à dos 20% mais pobres, de apenas 2,8%.

## Política

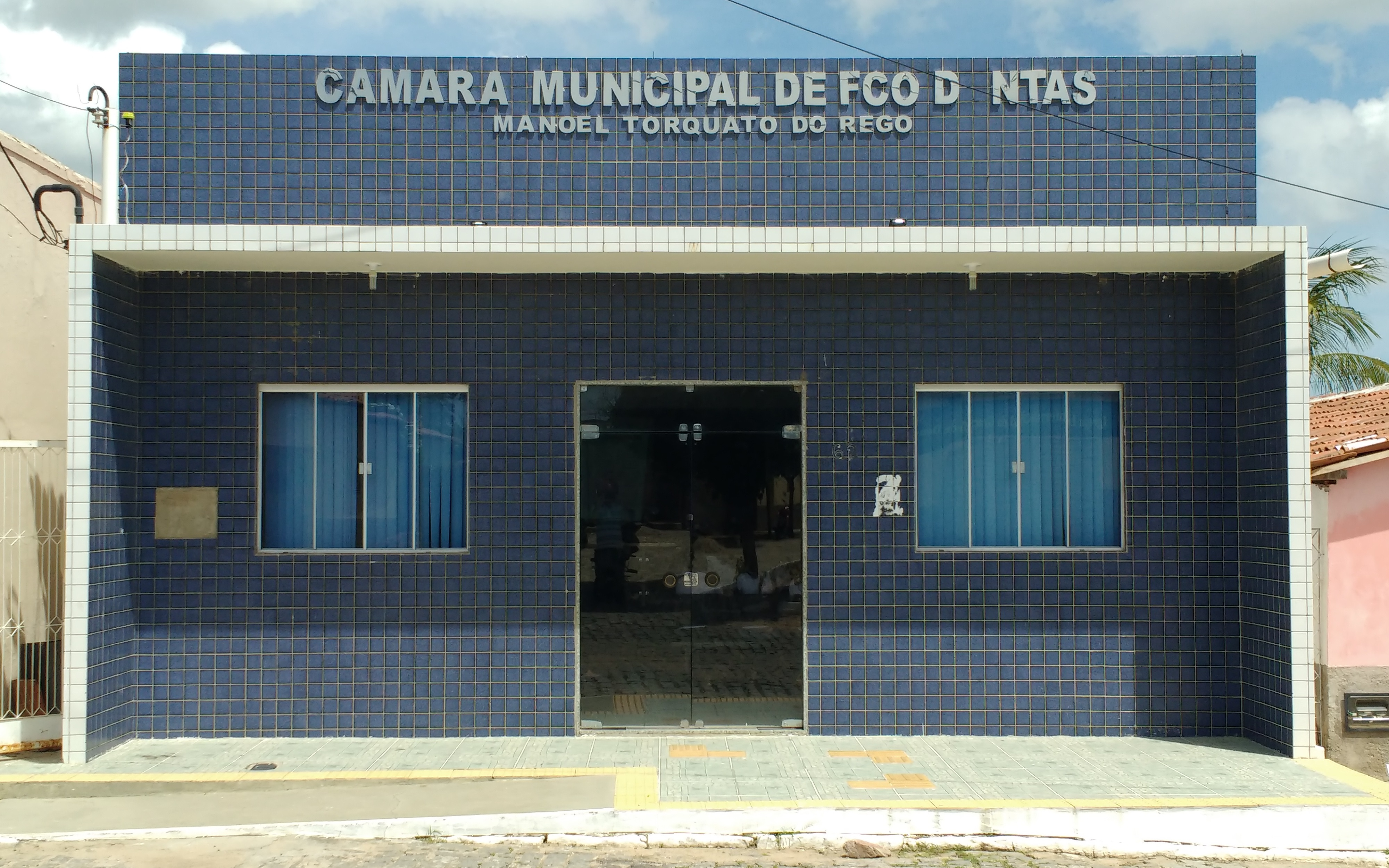
Palácio Manoel Torquato do Rêgo, que abriga a câmara de vereadores de Francisco Dantas, a sede do poder legislativo municipal.

O poder executivo do município de Francisco Dantas é exercido pelo prefeito, auxiliado pelo seu gabinete de secretários e eleito pelo voto direto para um mandato de quatro anos. O poder legislativo é exercido pela Câmara Municipal, formada por nove vereadores. Cabe à casa elaborar e votar leis fundamentais à administração e ao executivo, especialmente o orçamento municipal (conhecido como Lei de Diretrizes Orçamentárias).
Existem também conselhos municipais em atividade, entre eles Assistência Social, Direitos da Criança e do Adolescente, Educação, Habitação, Meio Ambiente, Saúde e Tutelar. O município se rege pela sua lei orgânica, promulgada em 1989, e é termo da comarca de Pau dos Ferros, de terceira entrância, cujos outros termos são Água Nova, Encanto, Rafael Fernandes, Riacho de Santana e São Francisco do Oeste. Conforme dados do Tribunal Superior Eleitoral (TSE), o município pertence à 40ª Zona Eleitoral do Rio Grande do Norte e possuía, em dezembro de 2014, 2 486 eleitores, o que representa 0,107% do eleitorado estadual.

## Economia
O Produto Interno Bruto (PIB) do município de Francisco Dantas era, em 2012, de R$ 18 234 mil, dos quais 13 420 mil do setor terciário, R$ 1 720 mil do setor primário, R$ 1 565 mil do setor secundário, R$ 1 529 mil de impostos sobre produtos líquidos de subsídios a preços correntes. O PIB per capita era de R$ 6 393,43.
Considerando-se a população municipal com idade igual ou superior a dezoito anos (2010), 65,1% era economicamente ativa ocupada, 26,5% ativa ocupada e 8,5% ativa desocupada. Ainda no mesmo ano, levando-se em conta a população ativa ocupada a mesma faixa etária, 48,46% trabalhavam na agropecuária, 37,14% trabalhavam no setor de serviços, 6,93% no comércio, 2,06% na construção civil, 1,34% em indústrias de transformação e 1,23% na utilidade pública. Conforme a Estatística do Cadastral de Empresas de 2013, Francisco Dantas possuía 24 unidades (empresas) locais, todas atuantes; salários juntamente com outras remunerações somavam R$ 3 065 mil e o salário médio mensal era de 1,3 salários mínimos.
Em 2013 o município possuía um rebanho de 4 810 galináceos (frangos, galinhas, galos e pintinhos), 4 120 bovinos, 2 620 ovinos, 780 caprinos, 500 suínos e 125 equinos. Na lavoura temporária de 2013 foram produzidos batata-doce (18 t), feijão (6 t) e milho (3 t), e na lavoura permanente apenas castanha de caju (3 t). Ainda no mesmo ano o município também produziu 614 mil litros de leite de 1 058 vacas ordenhadas, dez mil dúzias de ovos de galinha e 1 800 quilos de mel de abelha.

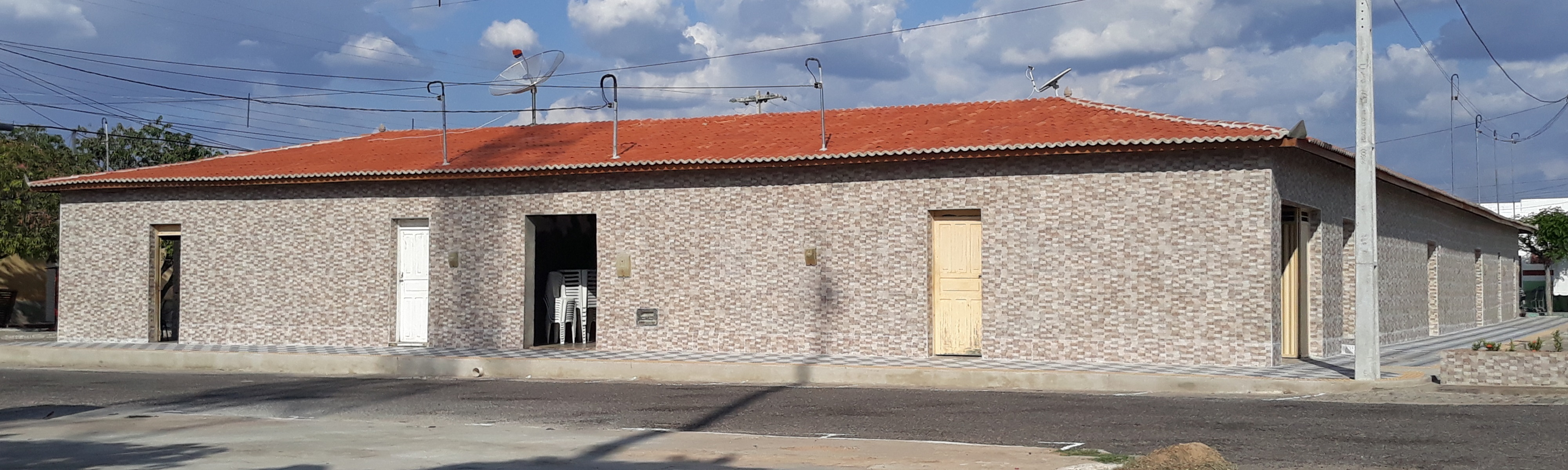
Mercado público municipal

## Infraestrutura
O serviço de abastecimento de água do município é feito pela Companhia de Águas e Esgotos do Rio Grande do Norte (CAERN). A empresa responsável pelo fornecimento de energia elétrica é a Companhia Energética do Rio Grande do Norte (COSERN). A voltagem nominal da rede elétrica é de 220 volts.  Em 2010, o município possuía 77,15% de seus domicílios com água canalizada, 98,75% com eletricidade e 62,89% com coleta de lixo.
A frota municipal no ano de 2016 era de 552 motocicletas, 204 automóveis, 87 motonetas, 51 caminhonetes, 21 caminhões, seis camionetas, quatro micro-ônibus, três ônibus e um utilitário, além de seis em outra(s) categoria(s), totalizando 935 veículos. No transporte rodoviário, o município é cortado apenas pela rodovia federal RN-177, que liga Francisco Dantas a Pau dos Ferros e Portalegre, além de outras localidades.
O código de área (DDD) de Francisco Dantas é 084 e o Código de Endereçamento Postal (CEP) é 59902-000. Conforme dados do censo de 2010, do total de domicílios, 64,26% dos domicílios tinham somente telefone celular, 5,11% possuíam celular e fixo, 3,67% apenas telefone fixo e os 26,96% não possuíam nenhum.

### Saúde
A rede de saúde de Francisco Dantas dispunha, em 2009, de três estabelecimentos de saúde, todos públicos e municipais, prestando atendimento ao Sistema Único de Saúde (SUS), com seis leitos para internação, entre os quais a Unidade Mista de Saúde Dr. Genibaldo Barros, que conta com serviços de atendimento ambulatorial, internação e SADT (Serviço Auxiliar de Diagnóstico e Terapia), além de leitos nas especialidades de clínica geral e pediatria clínica. Francisco Dantas pertence à VI Unidade Regional de Saúde Pública do Rio Grande do Norte (URSAP-RN), com sede em Pau dos Ferros.
Segundo dados do Ministério da Saúde, de 1990 a 2012 o município registrou um caso de AIDS e, entre 2001 e 2012, foram notificados 519 casos de dengue. Em 2010, a expectativa de vida ao nascer do município era de 68,91 anos, com índice de longevidade de 0,732, taxa de mortalidade infantil de 30 por mil nascidos vivos e taxa de fecundidade de dois filhos por mulher. Em abril do mesmo ano, a rede profissional de saúde era constituída por seis auxiliares de enfermagem, três enfermeiros, dois médicos (um médico de família e um clínico geral), um técnico de enfermagem e um cirurgião-dentista, totalizando treze profissionais.

### Educação
| 2005 | 2,3 | -   |
| 2007 | 3,3 | 3,1 |
| 2009 | -   | 3   |
| 2011 | 3,4 | -   |
| 2013 | 4,1 | -   |

O fator "educação" do IDH no município atingiu em 2010 a marca de 0,523, ao passo que a taxa de alfabetização da população acima dos dez anos indicada pelo último censo demográfico do mesmo ano foi de 72,6% (80,2% para as mulheres e 65,2% para os homens). Ainda em 2010, Francisco Dantas possuía uma expectativa de anos de estudos de 8,12 anos, valor abaixo da média estadual (9,54 anos). A taxa de conclusão dos ensinos fundamental (15 a 17 anos) e médio (18 a 24 anos) era de 45,4% e 40,5%, respectivamente. Em 2014, a distorção idade-série entre alunos do ensino fundamental, ou seja, com idade superior à recomendada, era de 19,4% para os anos iniciais e 36,3% nos anos finais, sendo essa defasagem no ensino médio de 58,1%.
No censo de 2010, da população total, 882 frequentavam creches ou escolas, 810 na rede pública de ensino (91,83%) e 72 em redes particulares (8,17%); 371 cursavam o regular do ensino fundamental (42,04%), 113 o regular do ensino médio (12,85%), 79 classes de alfabetização (9,01%), 79 cursos superiores de graduação (8,96%), 58 o pré-escolar (6,59%), 56 a alfabetização de jovens e adultos (6,4%), 53 a educação de jovens e adultos do ensino fundamental (5,96%), 48 estavam em creches (5,48%), quinze na educação de jovens e adultos do ensino médio (1,65%) e nove na especialização de nível superior (1,07%). Levando-se em conta o nível de instrução da população com idade superior a dez anos, 1 681 não possuíam instrução e ensino fundamental incompleto (67,86%), 408 tinham ensino médio completo e superior incompleto (16,49%), 296 fundamental completo e médio incompleto (11,94%) e 92 o superior completo (3,71%). Em 2012 Francisco Dantas possuía uma rede de quatro escolas de ensino fundamental (com 31 docentes), três do pré-escolar (quatro docentes) e uma de ensino médio (dez docentes).

## Cultura

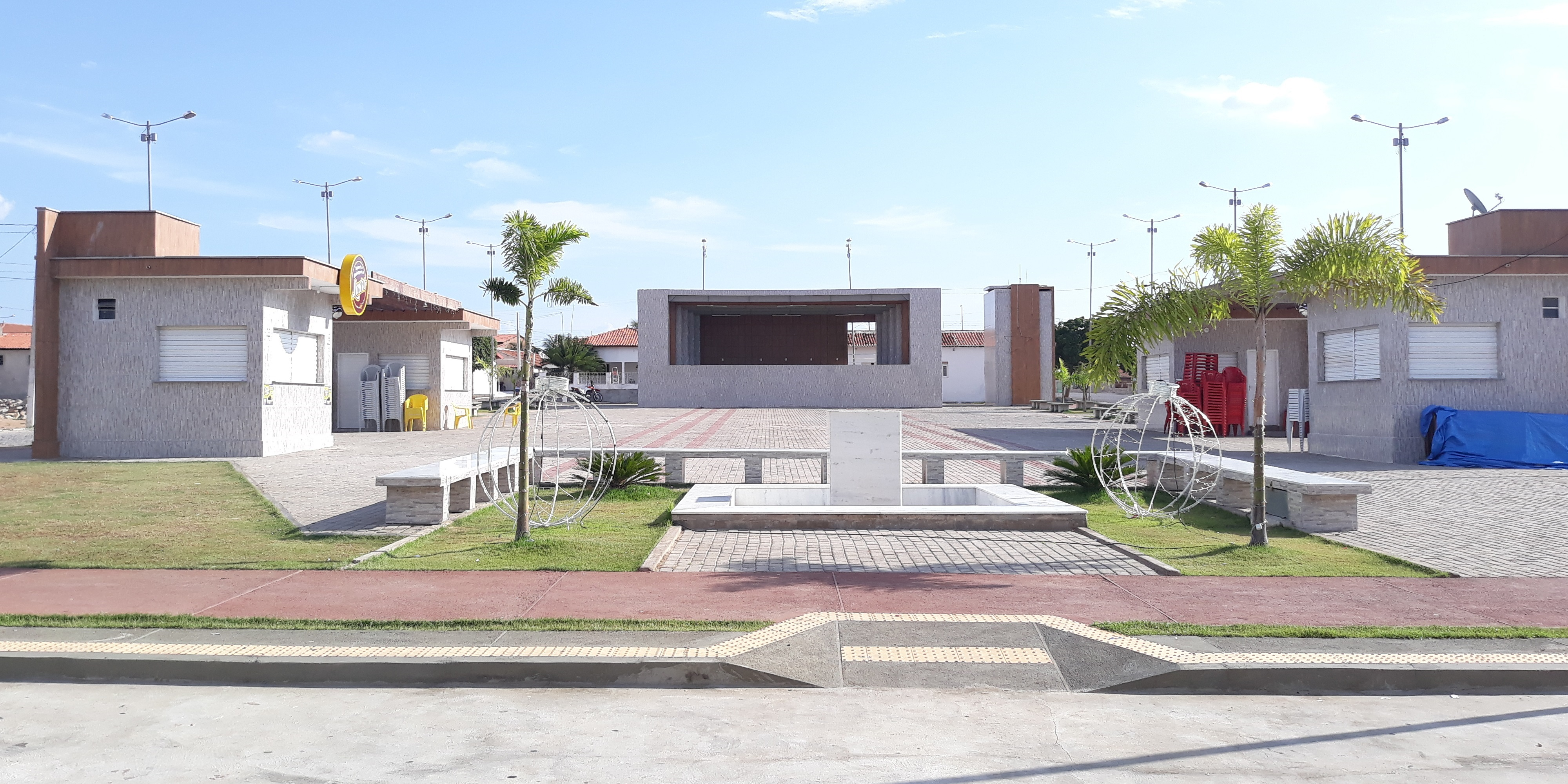
Praça de Eventos Sérgio Dantas, recém-inaugurada para abrigar os eventos culturais do município

A Secretaria Municipal de Educação, Cultura e Esporte é o órgão da prefeitura responsável pela área cultural e esportiva do município de Francisco Dantas, cabendo a ela a organização de atividades e projetos culturais, além dos setores educacional e esportivo.
Entre os principais eventos destacam-se o Motocross, realizado durante o mês de março na Vila Menino Jesus; a festa de emancipação política, comemorada em 26 de março, cuja programação inclui a alvorada festiva e o hasteamento das bandeiras na sede da prefeitura, além de gincanas, shows e outros eventos; as festas juninas e a festa da Sagrada Família, em homenagem ao padroeiro municipal, no mês de dezembro, além das comemorações natalinas.
No turismo, as principais atrações são a Casa de Pedra da Cachoeirinha, formação rochosa; o Mirante Pingo d'Água, no Açude Tesoura; a Serrinha dos Campos, no alto da serra homônima, onde se localizam o Mirante Natural, que permite a visualização de paisagens naturais arredores, e o Sítio Arqueológico, com pinturas rupestres. O artesanato é outra forma espontânea da expressão cultural francisco-dantense, tendo como principais atividades são o barro, o bordado e a madeira. O município também possui grupos artísticos de capoeira, carnaval, coral, dança, manifestação tradicional popular e música.